# 地下城与勇士
地下城与勇士，又称Dungeon & Fighter（D&F，韩国服的英文称呼）；Dungeon and Fighter（DNF，中国服的英文称呼），日本稱阿拉德戰記，美国称Dungeon Fighter Online（DFO），是一款韩国Neople（后被NEXON收购）开发的2D横板ACT類网络游戏。日本在2009年4月播出了以該遊戲為基礎的電視動畫《Slap-up Party 阿拉德戰记》。
《地下城与勇士》 是有史以来玩家最多、票房最高的电子游戏之一，截至 2023 年 6 月，全球玩家超过 8.5 亿，累计收入超过 220 亿美元。 这也使其成为有史以来票房最高的娱乐媒体产品之一。

## 概要
采用网络游戏免费模式提供游戏增值服务。地下城与勇士的游戏风格类似街机中的清版動作遊戲遊戲。與其它多數大型多人线上遊戲著重點不同之處在於其提倡對人戰鬥。當然，和其他MMO遊戲一樣可以與其他玩家組隊進行遊戲。
在中国大陆，DNF由腾讯公司代理发行，于2008年6月19日开启公测，并在2008年12月12日突破在线人数100万大关。2018年6月5日，腾讯宣布签约蔡依林为地下城与勇士新代言人。截至 2018 年 5 月 20 日 ，全球用户数超过 6 亿 ，中国地区同时在线人数超过 500 万。中国腾讯自 2016 年起签订 10 年合约发行。2017 年中国地区销售额为 1.15 万亿韩元，营业利润率为 92% ，即 1.636 万亿韩元。
《地下城与勇士》 是由韩国 Neople 公司开发的，该公司之前只通过自己的游戏门户网站发布了一些休闲网络游戏。它最初计划作为一款小游戏，因为根据预测的寿命，整个游戏的开发时间为 5 个月，但游戏的反响比预期的要好，因此他们增加了预算并扩大了游戏内容。就类型而言， 《地下城与勇士》 最初计划作为类似 《铁拳》 或 《拳皇》 的格斗游戏 ，但这个想法被放弃了，因为 Neople 认为如果玩家与对手的技术水平有差距，他们就不会想继续玩下去。考虑到这一点，Neople 寻找类似但又不同的类型，最终从 《真三国战争》 和 《恐龙快打》 等横版卷轴游戏中获得灵感，将 《地下城与勇士》打造成一款角色扮演游戏。
尽管当时发行的许多游戏都是 3D 的 ，但 Neople 决定以 2D 形式制作 《地下城与勇士》 ，因为他们认为 2D 游戏不会影响游戏体验，他们认为 3D 游戏无法捕捉角色原画的观感，也无法捕捉普通玩家的易上手性，而且他们在 2D 游戏方面经验更丰富。由于总监金允钟（Yun Jong Kim）的重点是“效率”，因此游戏不太可能采用高分辨率。

## 遊戲系統
这是一款类似于街頭快打系列的横向卷轴游戏；基本操作是通过键盘和鼠标进行。《地下城与勇士》 类似于 《战斧》 或 《双截龙》 等 2D 横向卷轴街机砍杀 / 格斗游戏。玩家在 2D 屏幕上穿梭，与成群的怪物战斗。 《地下城与勇士》 包含许多社交元素，包括公会、PvP 竞技场和组队游戏。

### 操作
在戰鬥過程中通常使用鍵盤操作，在進行角色的技能與裝備設定等其他操作的時候使用滑鼠。玩家可以通過自定義快捷鍵定義自己喜歡的鍵位（韓服已改為14個），在戰鬥中通過輸入類似格鬥遊戲中的指令來使用技能，遊戲也提供了12個快捷施放欄供玩家快速施放指令煩瑣或者過於複雜的技能。

### 城鎮
和前文提到的街頭快系列相似，玩家通過在數個連接在一起的城鎮裏與NPC對話獲得任務，然後在不同城鎮外延的地下城中與怪物戰鬥的形式進行遊戲。

### 地下城
地下城由n×m（n和m可以是任意数值）多个房间组成，每次进入时起始位置和BOSS位置都会随机改变（也有可能是固定的）。击败该地下城的BOSS即为通关。如果在没有击败BOSS的情况下返回城镇，耐力会减少（关于耐力请参见后文）。
攻击各个房间中的树木、木桶等物件时，可能会掉落恢复道具等物品，也有可能会出现敌人。
偶尔，攻击这些物件时会出现妖精，触碰妖精可以获得HP恢复或一定时间内的增益效果（触碰一次妖精后，妖精会消失）。
在首次进入地下城时，无法选择难度（组队进入是个例外，队长可以选择其可选的地下城）。满足特定条件后，进入地牢时可以选择难度。此外，还有一些地下城通过接受和完成特定任务后会出现。
地下城的难度依次为：普通、冒险、勇士、王者

### 疲劳值
玩家的每个角色都有一个疲劳值。最大值为156，进入地下城时减少1，进入有小怪的房间时减少1。当数值变为0时，将无法进入地下城。不过，只要剩余1点，就可以进入地下城并探索（但无法选择BOSS战后的“再挑战”等）。
疲劳值会在每天早上6点恢复为156。也可以通过付费将最大值可以增加到234。

## 全球服务器
| 国家或地区 | 运营商   | 开服日期       | 停服日期       | 现状   |
| ---------- | -------- | -------------- | -------------- | ------ |
| 韩国       | Nexon    | 2005年8月10日  | —              | 运营中 |
| 日本       | Nexon    | 2006年11月22日 | —              | 运营中 |
| 中国       | 腾讯     | 2008年6月19日  | —              | 运营中 |
| 北美       | Neople   | 2015年3月24日  | —              | 运营中 |
| 北美       | Nexon    | 2009年9月22日  | 2013年6月13日  | 停服   |
| 台湾       | 游戏橘子 | 2009年7月16日  | 2012年7月11日  | 停服   |
| 台湾       | Garena   | 2013年4月9日   | 2014年12月29日 | 停服   |
| 南美       |          | 2016年8月6日   | 2016年11月22日 | 停服   |
| 东南亚     |          | 2016年4月5日   | 2016年9月9日   | 停服   |

## 收入和人气
2011 年 5 月， 《地下城与勇士》 庆祝注册用户突破 3 亿。到 2012 年 8 月，仅在中国，该游戏的最高同时在线用户数就达到 300 万。 [ 29 ] 截至 2012 年 11 月， 《地下城与勇士》 每月活跃用户数为 2500 万。 [ 30 ] 到 2018 年，它的全球总用户数已达到 6 亿， [ 31 ] 到 2020 年 3 月，全球注册用户数超过 7 亿。 [ 32 ]
截至 2012 年 3 月，该游戏的总收入超过 20 亿美元 。 [ 33 ] 到 2015 年，它的年总收入达到 10.52 亿美元。 [ 34 ] Nexon 透露， 《地下城与勇士》 在 2005 年首次亮相后的短短 10 年多时间里，总收入达到 87 亿美元，超过了当时最大的电影系列 《星球大战》 的票房总和。 [ 35 ] 2017 年， 《地下城与勇士》的总收入达到 16 亿美元，成为当年票房第二高的 PC 游戏 （仅次于 《英雄联盟 》）和票房第三高的视频游戏（仅次于《 英雄联盟》 和 《王者荣耀 》）。 [ 36 ] 到 2017 年底，该游戏的全球收入已超过 100 亿美元 ， [ 31 ] 成为有史以来玩得最多、票房最高的视频游戏之一。 [ 37 ]
到 2018 年 3 月， 《地下城与勇士》 成为当月票房最高的 PC 游戏，超过 《英雄联盟》 。 [ 38 ] 《地下城与勇士》 ' 当月票房收入 2.23 亿美元， 成为免费游戏史上月收入第三高的游戏。 [ 39 ] 《地下城与勇士》 以 15 亿美元的收入成为 2018 年票房收入第二高的数字游戏， [ 40 ] 2019 年再次以 16 亿美元的收入位居第二， [ 41 ] 截至 2019 年，其总收入已达到 134 亿美元。 [ 35 ] [ 36 ] [ 40 ] [ 41 ] 截至 2020 年 5 月， 《地下城与勇士》的终身总收入已超过 150 亿美元，成为票房最高的娱乐媒体 IP 之一，其终身收入超过了 《星球大战》 、 《哈利波特》 和 《复仇者联盟 》系列电影的票房总收入。 [ 32 ] [ 42 ] 截至 2021 年 12 月， 《地下城与勇士》 原版 PC 版的终身总收入已超过 180 亿美元 ， 全球注册用户超过 8.5 亿。

## 電視動畫
以《Slap-up party 阿拉德戰記（スラップアップパーティー -アラド戦記-）》為名稱的電視動畫，2009年4月3日至9月25日在東京電視網播出。

### 製作名單
- 原作：NEOPLE/NEXON
- 导演：池添隆博、LEE JIN-HYUNG
- 故事原线（Story Line）：KIM YUN-JONG、AN NAM-GYU、JUNG HUN-IL
- 剧本统筹：山野邊一記
- 角色原案：KANG JOO-SUNG、KIM JANG-HWAN
- 角色設定、作画总监：永作友克
- 美術監督：田代一志
- 色彩設計：古市裕一
- 攝影監督：OH SEONG-HA
- 责任编辑：三島章記
- 音響監督：吉田知弘
- 音響制作：STUDIO MAUSU
- 作曲：中塚武
- 音乐制片人：藤田純二、森中崇之
- 音乐制作：东京电视台音乐、Future Vision Music、Styrism
- 制片人：KIM BONG-SUK、井上健二、大貫一雄、鷹木純一
- 行政制片人：KANG TAE-LYONG
- 动画制片人：KOMG JI-WON
- 動畫制作：GONZO、GK Entertainment
- 製作：D&F製作委員会

### 聲優陣容
所有譯名均為音譯，實際以動畫播放後為准
- 巴隆·阿貝爾（バロン・アベル）：近藤隆
- 留美·萊卡（リュンメイ・ライカ）：野川櫻
- 卡本西斯（カペンシス）：鈴村健一
- 伊庫希雅·純（イクシア・ジュン）：辻步美
- 杰達·拉克斯巴（ジェダ・ラクスッパ）：黒田崇矢
- 伊魯貝克（イルベク）：置鮎龍太郎
- 希利亞（ヒリア）：田中理恵
- 哈爾森（ハルセン）：岩田光央
- 羅刹：渡邊明乃

### 歌曲列表
- 片頭曲

「Party Play」（第1話 - 第13話）
作詞&作曲：志倉千代丸、編曲：村上純、歌：野川櫻
第26話作為ED曲使用
「塞塵のパンドラ」（第14話 - 第26話）
作詞&作曲：志倉千代丸、編曲：上野浩司、歌：野川櫻
- 片尾曲

「果てしない世界」（第1話 - 第13話）
作詞&編曲：除村武志、作曲：中村智之、歌：YMCK
「LEVEL∞」（第14話 - 第25話）
作詞：Yura、作曲：伊藤賢治、歌：長谷川明子